# Skakava Gornja
Skakava Gornja je naseljeno mjesto u sastavu distrikta Brčko, BiH.

## Zemljopisni položaj
Nalazi se dvadesetak kilometara jugozapadno od Brčkog i rijeke Save, uz obronke Majevice. 

## Kulturne znamenitosti
U blizini se nalaze ruševine starog franjevačkog samostana i crkve sv. Franje. Samostan u Skakavi pripadao je usorskoj kustodiji. Arheološka istraživanja vršena su na Zidinama i Groblju. Otkriveno je da je u prvoj polovici 14. stoljeća izgrađena gotička samostanska crkva i da je južno od crkve najvjerojatnije uskoro podignut i samostan. Izgradnja samostana vremenski se poklapa izgradnjom franjevačke crkve i samostana u Milima (Arnautovićima). U drugoj polovici 14. stoljeća, oko 150 m južno od samostana, formira se groblje. Lokalitet na Zidinama potpuno se razvijao od sredine 14. do prve polovice 15. stoljeća, kad je vladao Stjepan II. Kotromanić i Tvrtko I. Kotromanić. Istraživanja su pokazala da je lokalitet mnogo slojevitiji i stariji. Nađeni su ranokršćanskih odnosno predromanički građevinski elementi, romanička crkva, te u kasniju izgradnju gotičke crkve i samostana te grobove s prilozima i nadgrobne spomenike stećke, jer brod crkve ispunjen je stećcima, oblika ploča, sanduka i sljemenjaka, te novac i dr., znači da lokalitet Zidine ima mnogo veći značaj nego što se na temelju oskudnih povijesnih podataka moglo pretpostaviti.

## Stanovništvo
| Skakava Gornja     |                |              |              |
| godina popisa      | 1991.          | 1981.        | 1971.        |
| Hrvati             | 1.581 (91,01%) | 913 (98,17%) | 920 (98,81%) |
| Srbi               | 142 (8,17%)    | 4 (0,43%)    | 4 (0,42%)    |
| Muslimani          | 3 (0,17%)      | 0            | 1 (0,10%)    |
| Jugoslaveni        | 5 (0,28%)      | 4 (0,43%)    | 2 (0,21%)    |
| ostali i nepoznato | 6 (0,34%)      | 9 (0,96%)    | 4 (0,42%)    |
| ukupno             | 1.737          | 930          | 931          |

Na popisima 1971. i 1981. godine, postojalo je i naseljeno mjesto Skakava Gornja II, koje je na popisu 1991. godine pripojeno naseljenom mjestu Skakava Gornja. 

## Poznate osobe
- Augustin Augustinović, svećenik, pisac

## Šport
- UHNK Skakava 98

## Vanjske poveznice
- http://gornja-skakava.com  Arhivirana inačica izvorne stranice od 2. ožujka 2011. (Wayback Machine)